# Johnny B. Goode (album)
Johnny B. Goode – wydany pośmiertnie album koncertowy Jimiego Hendriksa, zawierający 3 utwory zarejestrowane podczas występu na Atlanta Pop Festival z 4 lipca 1970 roku i 2 z Berkeley Community Theatre w Berkeley z 30 maja 1970 roku.

## Lista utworów
Autorem wszystkich utworów, chyba że zaznaczono inaczej jest Jimi Hendrix. Utwory „Machine Gun” i „Johnny B. Goode” zostały zarejestrowane 30 maja w Berkeley Community Theatre w Berkeley. Pozostałe kompozycje pochodzą z Atlanta Pop Festival z 4 lipca 1970.
| Strona A | Strona A                           | Strona A |
| Nr       | Tytuł utworu                       | Długość  |
| -------- | ---------------------------------- | -------- |
| 1.       | „Voodoo Child (Slight Return)”     | 4:30     |
| 2.       | „Johnny B. Goode” (Berry)          | 3:55     |
| 3.       | „All Along the Watchtower” (Dylan) | 3:57     |
|          |                                    | 12:22    |

| Strona B | Strona B                                 | Strona B |
| Nr       | Tytuł utworu                             | Długość  |
| -------- | ---------------------------------------- | -------- |
| 1.       | „The Star Spangled Banner” (Traditional) | 2:46     |
| 2.       | „Machine Gun”                            | 11:00    |
|          |                                          | 13:46    |

## Twórcy
- Jimi Hendrix – gitara, śpiew
- Mitch Mitchell – perkusja
- Billy Cox – gitara basowa